# Jens Søndergaard - portræt af en maler
Jens Søndergaard - portræt af en maler er en dansk portrætfilm fra 1995 med instruktion og manuskript af Jørgen Vestergaard.

## Handling
Jens Søndergaard (1895-1957) voksede op i udkanten af Jylland, og han blev maleren, der stærkest formåede at skildre landet mod nordvest. I filmen fortæller en række venner og vidner om Søndergaard som maler og menneske. Bramfri og selvsikker - en fabelagtig oplever, lyder karakteristikken. Søndergaards foretrukne motiv var Vesterhavet og det bakkede landskab i Thy. Filmens instruktør, der selv bor på de kanter, opsøger de samme motiver og giver på den måde et indblik i Søndergaards kunstneriske fortolkning af dramaet mellem natur og menneske.